# Neozvenella hova
Neozvenella hova är en insektsart som först beskrevs av Brancsik 1893.  Neozvenella hova ingår i släktet Neozvenella och familjen syrsor. Inga underarter finns listade i Catalogue of Life.